# Список костных рыб, занесённых в Красную книгу Курганской области
Список костных рыб, занесённых в Красную книгу Курганской области включает 3 вида.

## Костные рыбы(лат.Osteichthyes)

### Отряд Лососеобразные
- Семейство Сиговые — Coregonidae
  - Нельма — Stenodus leucichthys nelma

### Отряд Карпообразные
- Семейство Балиториевые — Balitoridae
  - Сибирский голец - усач — Barbatula toni
- Семейство Вьюновые — Cobitidae
  - Сибирская щиповка — Cobitis melanoleuca